# Власов, Александр Владимирович
Александр Владимирович Власов (20 января 1932, п. Мысовск, Бурят-Монгольская АССР — 9 июня 2002, Москва) — советский государственный и партийный деятель. Член ЦК КПСС (1981—1991; кандидат в члены ЦК КПСС в 1976—1981), кандидат в члены Политбюро ЦК КПСС (1988—1990), депутат Совета Национальностей Верховного совета СССР (1977—1989) от Чечено-Ингушской ССР. Народный депутат СССР (1989—1991). По национальности русский.
Первый секретарь Чечено-Ингушского обкома КПСС (1975—1984); первый секретарь Ростовского обкома КПСС (1984—1986); министр внутренних дел СССР (1986—1988); председатель Совета министров РСФСР (1988—1990).

## Биография

### Карьера в ВЛКСМ
Окончил Иркутский горно-металлургический институт.
- С 1954 работал на Черемховской шахте № 5.
- В 1954—1955 — секретарь первичной комсомольской организации шахты, заведующий отделом, второй секретарь Черемховского городского комитета ВЛКСМ.
- С 1955 — второй секретарь, в 1960—1961 — первый секретарь Иркутского обкома ВЛКСМ.

### Партийная карьера
Член КПСС c 1956.
В 1961 перешёл на партийную работу в должности первого секретаря Зиминского райкома КПСС Иркутской области.
- 1963—1964 — второй секретарь Иркутского промышленного обкома КПСС.
- 1964—1965 — первый заместитель председателя исполкома Иркутского областного Совета депутатов трудящихся.
- 1965—1972 — второй секретарь Якутского обкома КПСС.
- 1972—1975 — инспектор ЦК КПСС.
- 1975—1984 — первый секретарь Чечено-Ингушского обкома КПСС. Много внимания уделял развитию социальной инфраструктуры Грозного и реконструкции нефтеперерабатывающей отрасли республики.
- 1984—1986 — первый секретарь Ростовского обкома КПСС[3].

Кандидат в члены ЦК КПСС в 1976—1981, член ЦК КПСС в 1981—1991. Кандидат в члены Политбюро ЦК КПСС (30 сентября 1988 — 13 июля 1990). Член Российского бюро ЦК КПСС (9 декабря 1989 — 19 июня 1990).
Заведующий социально-экономическим отделом ЦК КПСС в июне 1990 — августе 1991.

### Министр внутренних дел СССР
Министр внутренних дел СССР с 24 января 1986 по 10 октября 1988 года, с 1987 — в звании генерал-полковника. Являлся организатором создания ОМОН.
За бездеятельность на этом посту (в частности, за сокращение борьбы с организованной преступностью) резкой критике Власова подвергал генерал-лейтенант милиции А. И. Гуров. По его утверждению, в органах МВД министр имел прозвище «Тишайший».

### Председатель СМ РСФСР
Председатель Совета министров РСФСР с 3 октября 1988 года по 15 июня 1990 года. На I съезде народных депутатов РСФСР выдвигался кандидатом на должность председателя Верховного совета РСФСР, но уступил Б. Н. Ельцину с разницей в 68 голосов.
15 июня 1990 года правительство Власова сложило полномочия перед Верховным Советом РСФСР, избранным I съездом народных депутатов РСФСР. Новым главой правительства РСФСР через несколько дней стал И. С. Силаев, которого утвердил Съезд.

### Последние годы
С июля 1990 года по август 1991 года Александр Власов работал заведующим Социально-экономическим отделом ЦК КПСС.
С августа 1991 года на пенсии. С 1994 года возглавлял региональную общественную организацию «Иркутское землячество „Байкал“».
В начале января 2002 обнаружен рак лёгких.
Скончался 9 июня 2002 года, похоронен на Троекуровском кладбище.

## Награды
- Орден Ленина (1982)[8]
- Орден Октябрьской Революции
- Два ордена «Знак Почёта»
- Медаль «В ознаменование 100-летия со дня рождения Владимира Ильича Ленина»
- Медаль «В память 850-летия Москвы»
- Медаль «Ветеран труда»
- Юбилейная медаль «70 лет Вооружённых Сил СССР»